# Hiperprolaktinemija
Hiperprolaktinemija je poremećaj uzrokovan viškom hormona prolaktina. Prolaktin luči žlijezda hipofiza, točnije njen prednji režanj koji se naziva adenohipofiza. Normalno se prolaktin pojačano luči tijekom trudnoće i dojenja. Pojačano lučenje najčešće nastaje kao posljedica tumora adenohipofize koji luče prolaktin, a rijetko može biti i posljedica bolesti (npr. ciroza jetre, kronično zatajenje bubrega) ili uzimanja lijekova (npr. ranitidin, haloperidol, klorpromazin, risperidon, metoklopramid).
Posljedica hiperprolaktinemije je poremećaj spolnih žlijezda i njihovih hormona što dovodi do poremećaja menstruacijskog ciklusa i neplodnosti kod žena, dok kod muškaraca može uzrokovati impotenciju i neplodnost. Može doći do galaktoreje, izlučivanja mliječnog sadržaja iz dojke muškaraca i žene. 
U liječenju bolesti koriste se lijekovi koji smanjuju lučenje prolaktina (agonisti dopamina kao što su npr. bromkriptin, kabergolin), a moguće je i kirurško liječenje, te liječenje zračenjem.